# Bazzano
Bazzano là một đô thị ở tỉnh Bologna vùng Emilia-Romagna của Ý, có vị trí khoảng 20 km về phía tây của Bologna. Tại thời điểm ngày 31 tháng 12 năm 2004, đô thị này có dân số 6.386 người và diện tích là 14.0 km².
Bazzano giáp các đô thị sau: Castelfranco Emilia, Crespellano, Monteveglio, San Cesario sul Panaro, Savignano sul Panaro.